# Costello Garang Ring Lual
Costello Garang Ring Lual (* 15. Mai 1953 in Aweil) ist ein südsudanesischer Politiker.

## Leben
Costello Garang Ring Lual ist Sohn und Nachfolger eines Stammesführers der zu den in der Aweil-Region ansässigen Malual-Dinka. Nach Beginn des Zweiten Sudanesischen Bürgerkriegs (1983–2005) engagierte sich Costello Garang Ring Lual auf verschiedenen Führungspositionen in der gegen die Sudanesische Zentralregierung kämpfenden Sudanesischen Volksbefreiungsbewegung/Armee (engl.: Sudan People’s Liberation Movement/Army, SPLM/A).
Von 2008 bis 2010 gehörte Costello Garang zum unmittelbaren Beraterstab von Salva Kiir, des damaligen Präsidenten der Autonomen Region Südsudan und späteren Präsidenten der Republik Südsudan.
Im März 2016, während des Südsudanesischen Bürgerkriegs (2013–2018) gründete Costello Garang Ring Lual die South Sudan Patriotic Movement (SSPM). Der militärische Arm der SSPM, die Südsudanesische Patriotische Armee (engl.: South Sudan Patriotic Army, SSPA) operierte insbesondere im Norden des Landes.
Seit Kriegsende setzt sich Costello Garang Ring Lual mit seiner SSPM für eine Stammes- und Partikularinteressen überwindende dauerhafte Friedenslösung im Südsudan ein.
Im Februar 2018 gehörte die Südsudanesische Patriotische Bewegung zu den politischen Parteien, die als South Sudan Opposition Alliance (SSOA) ein Friedensabkommen der Bürgerkriegsparteien anstrebten. Nach der Unterzeichnung des den Bürgerkrieg beendenden Friedensabkommens 2018 kam es nach langen Verhandlungen zu einer endgültigen Konfliktlösung. Unter Einschluss der SSPM wurde im Februar 2020 von den ehemaligen Bürgerkriegsparteien eine Koalitionsregierung unter Führung von Präsident Kiir gebildet. Costello Garang Ring Lual entsandte seinen Stellvertreter Hussein Abdelbagi Akol als einen der fünf Vizepräsidenten ins Kabinett.